# Distrikt Juan Guerra
Der Distrikt Juan Guerra liegt in der Provinz San Martín in der Region San Martín in Nordzentral-Peru. Der Distrikt wurde am 31. Oktober 1932 gegründet. Er besitzt eine Fläche von 192 km². Beim Zensus 2017 wurden 3963 Einwohner gezählt. Im Jahr 1993 betrug die Einwohnerzahl 3142, im Jahr 2007 3224. Sitz der Distriktverwaltung ist die 229 m hoch gelegene Kleinstadt Juan Guerra mit 3798 Einwohnern (Stand 2017). Juan Guerra befindet sich 11,5 km südsüdöstlich der Provinzhauptstadt Tarapoto.

## Geographische Lage
Der Distrikt Juan Guerra befindet sich im Südwesten der Provinz San Martín. Er liegt in den östlichen Voranden am Westufer des Río Huallaga. Der Río Mayo durchquert den Distrikt in östlicher Richtung und nimmt den von Norden kommenden Río Cumbaza auf, bevor er selber in den Río Huallaga mündet.
Der Distrikt Juan Guerra grenzt im Westen an den Distrikt Cuñumbuqui (Provinz Lamas), im Norden an die Distrikte Morales, Tarapoto und La Banda de Shilcayo, im Osten an die Distrikte Shapaja und Alberto Leveau sowie im Süden an den Distrikt Buenos Aires (Provinz Picota).